# Be My Guest (Lied)
Be My Guest ist ein Lied der ukrainischen Sängerin Gaitana, das am 1. März 2012 veröffentlicht wurde.

## Hintergrund
Es repräsentierte die Ukraine beim 57. Eurovision Song Contest 2012 in Baku, Aserbaidschan und landete im Finale am 26. Mai 2012 mit 65 Punkten auf dem 15. Platz, was seit dem ESC 2005 die schlechteste Platzierung für die Ukraine war.